# Семеновка (Краснощоковський район)
Семе́новка (рос. Семёновка) — селище у складі Краснощоковського району Алтайського краю, Росія. Входить до складу Краснощоковської сільської ради.

## Населення
Населення — 107 осіб (2010; 147 у 2002).
Національний склад (станом на 2002 рік):
- росіяни — 97 %